# Clubiona parconcinna
Clubiona parconcinna là một loài nhện trong họ Clubionidae. Loài này được phát hiện ở Thái Lan và Borneo.